# Мануель Охеда
Мануель Сальвадор Охеда Армента (ісп. Manuel Salvador Ojeda Armenta; 4 листопада 1940, Ла-Пас, Баха-Каліфорнія-Сур — 11 серпня 2022, Мехіко) — мексиканський актор театру, кіно та телебачення.

## Життєпис
Народився 4 листопада 1940 року у мексиканському місті Ла-Пас, штат Баха-Каліфорнія-Сур. Вивчав акторську майстерність у Національному інституті витончених мистецтв та літератури (INBAL). Кар'єру розпочав на театральній сцені, пізніше почав активно зніматися в кіно та на телебаченні, і з того часу виконав понад 250 ролей у фільмах та телесеріалах.
1980 року удостоєний премії Арієль як найкращий актор за роль у кінодрамі Серхіо Ольховича «Пекло, якого ми всі боїмося» (1979). 1983 року виконував роль Джиммі у виставі «P.S. Ваш кіт мертвий!» за п'єсою Джеймса Кірквуда-молодшого, де його партнером був Умберто Суріта. 1984 року зіграв злочинця полковника Золо у фільмі Роберта Земекіса «Роман з каменем» з Майклом Дугласом, Кетлін Тернер та Денні Девіто. У 1994—1995 роках виконав роль Порфіріо Діаса в історичній теленовелі «Політ орлиці».
Мануель Охеда помер 11 серпня 2022 року у Мехіко в 81-річному віці.

## Вибрана фільмографія
| Рік       |   | Українська назва                 | Оригінальна назва               | Роль                      |
| --------- | - | -------------------------------- | ------------------------------- | ------------------------- |
| 1975      | ф | Будинок на Півдні                | La casa del Sur                 | Лівінгстон                |
| 1976      | ф | Селестіна                        | Celestina                       | Плеберіо                  |
| 1976      | ф | Пограбування                     | El apando                       | Полоніо                   |
| 1976      | ф | Пристрасті за Береніс            | La pasión según Berenice        | Хосе                      |
| 1977      | ф | Обраний                          | El elegido                      | Андрес Мартінес           |
| 1978      | ф | Педро Парамо                     | Pedro Páramo                    | Педро Парамо              |
| 1978      | ф | Моліться, ми маємо перемогти!    | Ora sí ¡tenemos que ganar!      | Хуан Карвальяр            |
| 1978      | с | Санта                            | Santa                           | Федеріко Гамбоа           |
| 1979      | ф | Ідеальна жінка                   | La mujer perfecta               | Тоньйо                    |
| 1979      | ф | Вільне кохання                   | Amor libre                      | Ернесто                   |
| 1979      | ф | Крило орла                       | Eagle's Wing                    | Мігель                    |
| 1979      | ф | Тітка Алехандра                  | Tía Alejandra                   | Родольфо                  |
| 1979      | ф | Пекло, якого ми всі боїмося      | El infierno de todos tan temido | Хасінто Чонталь           |
| 1980      | ф | Полум'я в морі                   | Fuego en el mar                 | Маріано Ортега            |
| 1981      | ф | Хай живе Тепіто!                 | Que viva Tepito!                | Антоніо Вальдес           |
| 1981      | ф | Зелена крига                     | Green Ice                       | лейтенант Костас          |
| 1981      | с | Право на народження              | El derecho de nacer             | Армандо                   |
| 1983      | ф | Під шрапнеллю                    | Bajo la metralla                | Пабло                     |
| 1984      | ф | Роман з каменем                  | Romancing the Stone             | полковник Золо            |
| 1984      | ф | Карнавальна ніч                  | Noche de carnaval               | Диявол                    |
| 1985      | ф | Нана                             | Naná                            | граф Муффат               |
| 1985      | с | Альфред Гічкок представляє       | Alfred Hitchcock Presents       | генерал Вортіс            |
| 1985—1986 | с | Єдинокровка                      | De pura sangre                  | Карлос Мелендес           |
| 1986      | ф | Прокляття 2                      | El maleficio 2                  | Абель Ромо                |
| 1987      | ф | Червоний пірс                    | Muelle rojo                     | Ісауро Альфаро Отеро      |
| 1987      | с | Шлях слави                       | Senda de gloria                 | Еміліано Сапата           |
| 1990      | с | Я купую цю жінку                 | Yo compro esa mujer             | Сантьяго                  |
| 1991—1992 | с | На межі смерті                   | Al filo de la muerte            | Хуліо Араухо              |
| 1994      | ф | Чоловік в білому                 | El hombre de blanco             | Хосе                      |
| 1994—1995 | с | Політ орлиці                     | La vuelodel águila              | Порфіріо Діас             |
| 1994—2007 | с | Жінка, випадки з реального життя | Mujer, casos de la vida real    | різні персонажі           |
| 1996      | ф | Салун в Мехіко                   | Salóm México                    | Лупе Лопес                |
| 1999      | с | Циганське кохання                | Amor gitano                     | граф Педро Мінеллі        |
| 1999—2000 | с | Лабіринти пристрасті             | Laberintos de pasión            | Хенаро Валенсія           |
| 2000—2001 | с | Ціна твого кохання               | El precio de tu amor            | доктор Октавіо Ранхель    |
| 2001—2002 | с | Джерело                          | El manantial                    | падре Сальвадор Валідо    |
| 2004      | с | Мій гріх — у любові до тебе      | Amarte es mi pecado             | Хакобо Гусман             |
| 2004—2006 | с | Світанок                         | Alborada                        | дон Франсіско Ескобар     |
| 2005      | ф | Крейзі                           | Havoc                           | Рікардо                   |
| 2007—2008 | с | Буря в раю                       | Tormenta en el paraíso          | капітан Пабло Соліс       |
| 2008      | ф | Вікторіо                         | Victorio                        | Рауль                     |
| 2009      | с | Літо кохання                     | Verano de amor                  | Клементе Матус            |
| 2009—2010 | с | Дике серце                       | Corazón salvaje                 | Фульхенсіо Беррон         |
| 2010      | с | Роза Гвадалупе                   | La rosa de Guadalupe            | Фермін                    |
| 2012      | с | Заради неї я Єва                 | Por ella soy Eva                | Едуардо Морено Ландерос   |
| 2013      | с | Буря                             | La tempestad                    | Ернесто Контрерас         |
| 2014      | с | Кішка                            | La gata                         | Фернандо де ла Санта-Крус |
| 2015      | с | Хай Бог простить тобі            | Que te perdone Dios             | Мелітон Рамос             |
| 2016      | с | Яго                              | Yago                            | Даміан Мадригал Ріос      |
| 2020—2021 | с | Хочу це все                      | Quererlo todo                   | Патрисіо Монтес           |

## Нагороди та номінації
Арієль
- 1977 — Номінація на найкращого актора другого плану (Пограбування).
- 1980 — Номінація на найкращого актора (Полум'я в морі).
- 1980 — Найкращий актор (Пекло, якого ми всі боїмося).
- 1981 — Номінація на найкращого актора другого плану (Хай живе Тепіто).
- 1982 — Номінація на найкращого актора (Моліться, ми маємо перемогти!).
- 1988 — Номінація на найкращого актора (Червоний пірс).
- 1996 — Номінація на найкращого актора другого плану (Салун в Мехіко).

TVyNOVELAS Awards
- 1986 — Номінація на найкращого лиходія (Єдинокровка).
- 1995 — Номінація на найкращу роль у виконанні заслуженого актора (Політ орлиці).
- 2000 — Найкращий лиходій (Лабіринти пристрасті).
- 2001 — Номінація на найкращого актора другого плану (Ціна твого кохання).
- 2002 — Номінація на найкращу роль у виконанні заслуженого актора (Джерело).
- 2006 — Найкраща роль у виконанні заслуженого актора (Світанок).
- 2009 — Номінація на найкращу роль у виконанні заслуженого актора (Буря в раю).
- 2013 — Номінація на найкращу роль у виконанні заслуженого актора (Заради неї я Єва).
- 2014 — Найкращий лиходій (Буря).
- 2015 — Номінація на найкращу роль у виконанні заслуженого актора (Кішка).

El Heraldo de México
- 1995 — Найкращий актор (Політ орлиці).

Bravo Awards
- 2006 — Найкраща роль у виконанні заслуженого актора (Світанок)[4].